# إدوين إي. فلويد
إدوين إي. فلويد (بالإنجليزية: Edwin E. Floyd)‏ هو رياضياتي أمريكي، ولد في 8 مايو 1924 في يوفولا في الولايات المتحدة، وتوفي بنفس المكان في 9 ديسمبر 1990.